# Stanisław Bniński (zm. 1802)
Stanisław Bniński herbu Łodzia (ur. ok. 1735, zm. 18 kwietnia 1802) – podkomorzy królewski w 1770 roku, łożniczy królewski w 1757 roku, szambelan królewski. Rotmistrz chorągwi pancernej 2. Brygady Kawalerii Narodowej do 1791 roku.
W 1764 roku był elektorem  Stanisława Augusta Poniatowskiego z województwa poznańskiego